# Margaretenkirche (Methler)

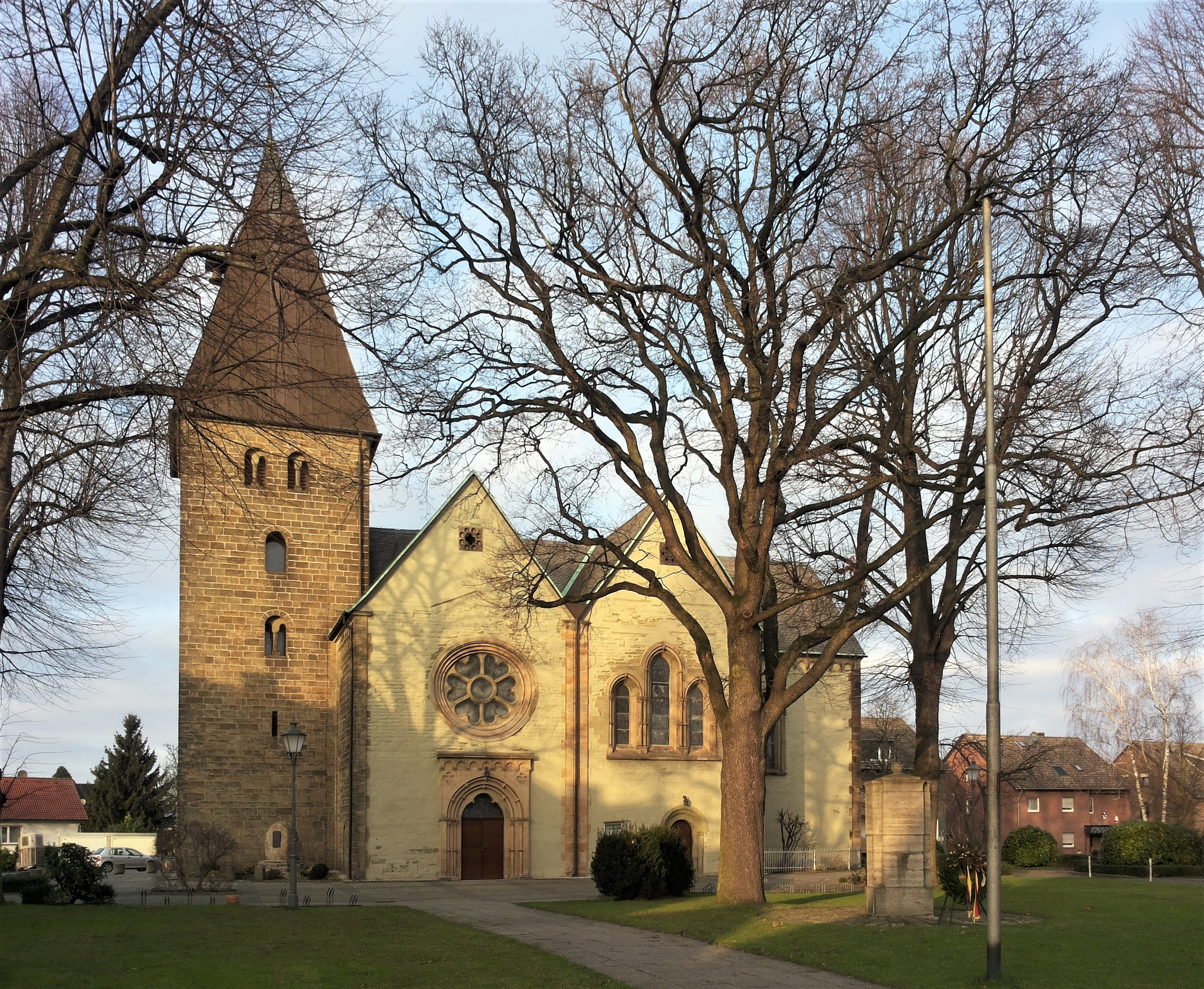
Die Margaretenkirche in Methler

Die Margaretenkirche in Methler (Stadt Kamen, Kreis Unna) ist eine frühgotische Hallenkirche aus dem 13. Jahrhundert. Sie steht auf dem Fundament eines vermutlich aus dem Jahr 1000 stammenden Kirchenbaus.

## Geschichte

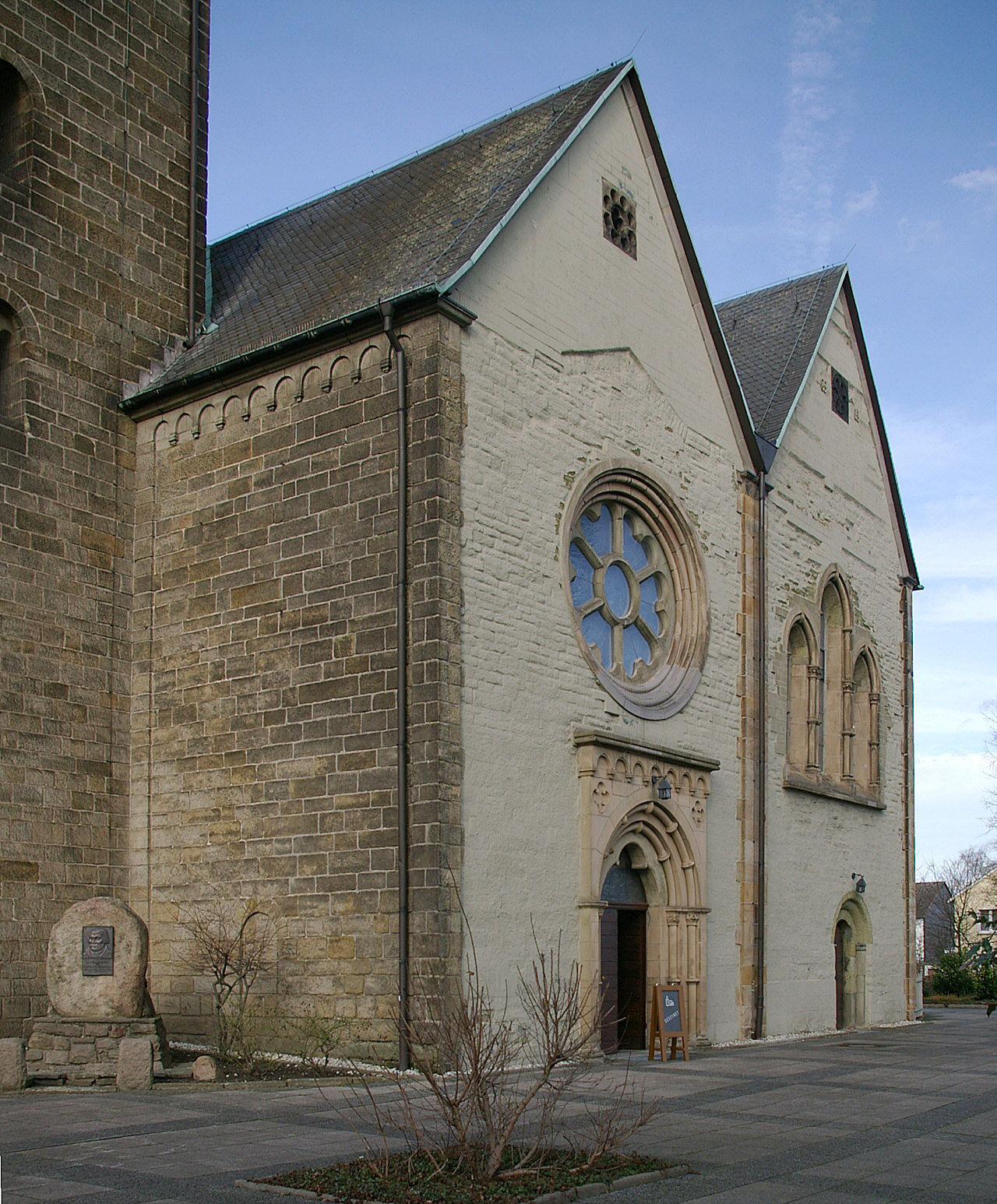
Hauptportal mit Rose. Der stark verwitterte Anröchter Grünsandstein musste durch einen Putz geschützt werden

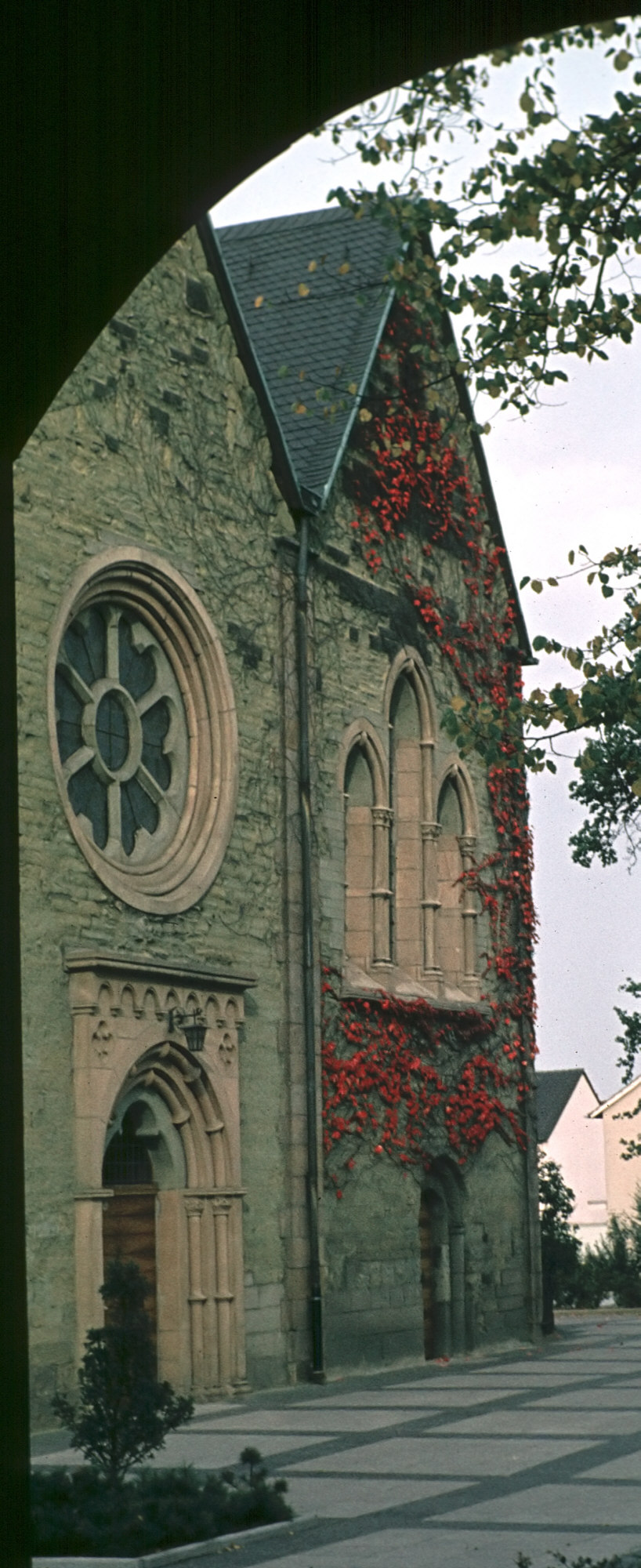
Verwitterte Fassade ca. 1977

Umgeben von Fachwerkhäusern steht sie in der alten Dorfmitte von Methler.
Betrachtet man ihre Nord- und Westseite, so entsteht der Eindruck eines sehr schlichten und kompakten Bauwerks. Die aus dem grünlichen Sandstein der Region errichteten Mauern mussten wegen der starken Verwitterung grau überschlämmt werden. Der 37 m hohe Turm mit seinem spitzen Kupferhelm ist aus einem härteren Stein gebaut und unverputzt. Der schmucklose, auf seiner Westseite nur mit einer Schlupftür versehene Turm ist der älteste Teil der jetzigen Kirche. Gebaut wurde er vermutlich um 1250. In dieselbe Zeit lassen sich das heutige dreischiffige Langhaus mit dem Chorraum auf der Ostseite datieren.
Durch dendrochronologische Untersuchungen konnte 2004 festgestellt werden, dass die im Dachstuhl der Kirche über Haupt-, Seitenschiffen und Chor verbauten Hölzer in der Zeit um 1250 geschlagen wurden. Das Eichenholz der Innenkonstruktion des Turmes und seines Spitzdachs wurde um 1340 datiert. Damit besitzt die Kirche den bislang ältesten bekannten Dachstuhl in Westfalen. Der Turmhelm ist der zweitälteste Westfalens, nur der der Patroklikirche in Soest ist älter.
Die Schauseite der Kirche ist die Südwand. In die etwas vorgezogenen zwei kleinen Giebelhäuser ist das mit Säulen und Bögen verzierte Hauptportal eingelassen, mit einem darüber liegenden Rosettenfenster. Den nebenstehenden Giebel ziert eine dreiteilige Fenstergruppe über einer kleineren Eingangspforte. Der heutige Kirchenbau ist nicht der erste an dieser Stelle. Als 1986 Sanierungsarbeiten vorbereitet wurden, stießen die Archäologen auf die bis dahin nur vermuteten alten Fundamente einer früheren Kirche. Die etwa aus dem Jahre 1000 stammenden Mauerreste der Vorkirche decken sich ungefähr mit den heutigen Abmessungen des Mittelschiffes und des Chorraumes. Aus dessen eckiger Grundform schlossen die Experten auf einen früheren Fachwerkbau, da sich in Holz leichter rechteckige Konstruktionen herstellen ließen als die später üblichen runden Chorräume aus Stein.
Bei den Grabungen, die das Westfälische Landesamt für Bodendenkmalpflege durchführte, fanden die Archäologen auch Reste eines ehemaligen Gebeinhauses und die Steinfundamente einer Anlage, die man einem großen Taufbecken zuordnete. Aber nicht nur unter dem heute mit einer Heizung ausgestatteten Fußboden hat die Kirche Schätze zu bieten. Auch das aus fünf Glocken bestehende Geläut der einst der heiligen Margarete geweihten Kirche zählt zu den westfälischen Besonderheiten. Die mit einem sehr schönen Klang ausgestattete Margaretenglocke wurde 1483 als ein Meisterwerk des Glockengießers Johannes von Dortmund gegossen. Auf einem feinverzierten umlaufenden Band trägt sie die Inschrift:

„S. MARGARETE SO BYN YCH GENANT GEBOREN VAN DEN HEYDEN, WAN YCH ROPE SO KOMTZ TO HAND DAT MY VAGODE NICHT ENSCHEYDE; ANNO MCCCCLXXXIII.“

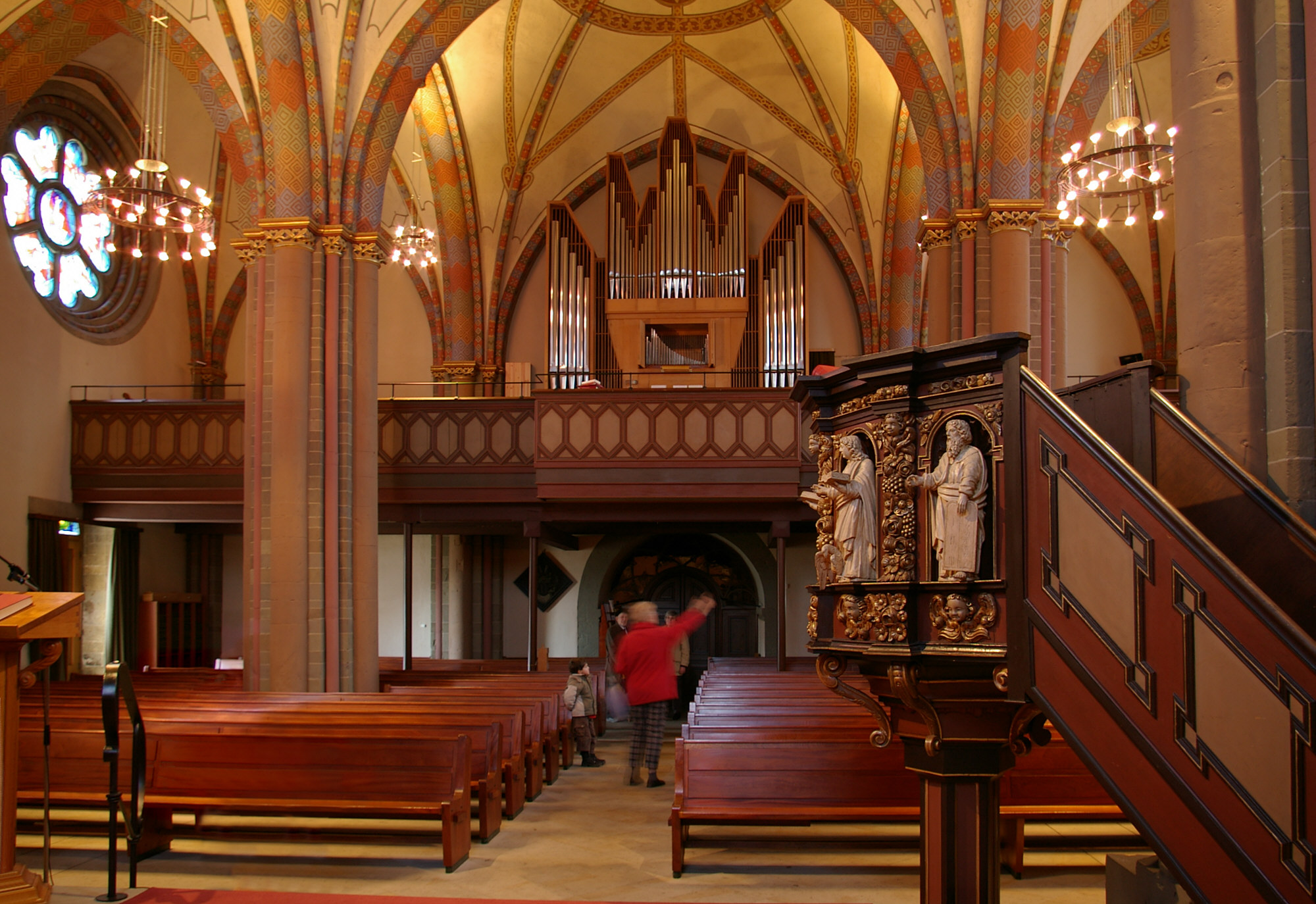
Blick vom Altar zur Orgel

Erst 1994 fand man bei Turmarbeiten heraus, dass auch die Zeitglocke, außen am Turm hängend, zu den 5–10 ältesten Glocken Westfalens gehört. Schon seit über 800 Jahren schlägt sie für das alte Kirchspiel Methler die Stunden. Zu diesem gehörten in früheren Jahren auch die umliegenden Dörfer Westick, Wasserkurl, Husen, Ober- und Niederaden, Weddinghofen, Lanstrop und Kurl. Methler selbst wird schon 898 in einer Urkunde als „Metlere“ erwähnt. Das Patronat über das Kirchspiel übertrug Graf Engelbert II. von der Mark 1318 dem Kloster Cappenberg. Die Reformation zog nach neuesten Erkenntnissen um 1560 in das Kirchspiel ein. Damit begann die Geschichte der heutigen evangelisch-lutherischen Kirchengemeinde Methler.
Notwendige Renovierungen und Umbauten veränderten das Bild des Innenraumes. Früher eingezogene Emporen wurden entfernt und die Kanzel anders platziert, damit der Blick auf die wiederentdeckten Wand- und Deckenmalereien frei wurde. Nach dem Einbau einer neuen Orgel auf der Westempore eröffneten sich auch Möglichkeiten zu musikalischen Veranstaltungen.

## Verborgenes

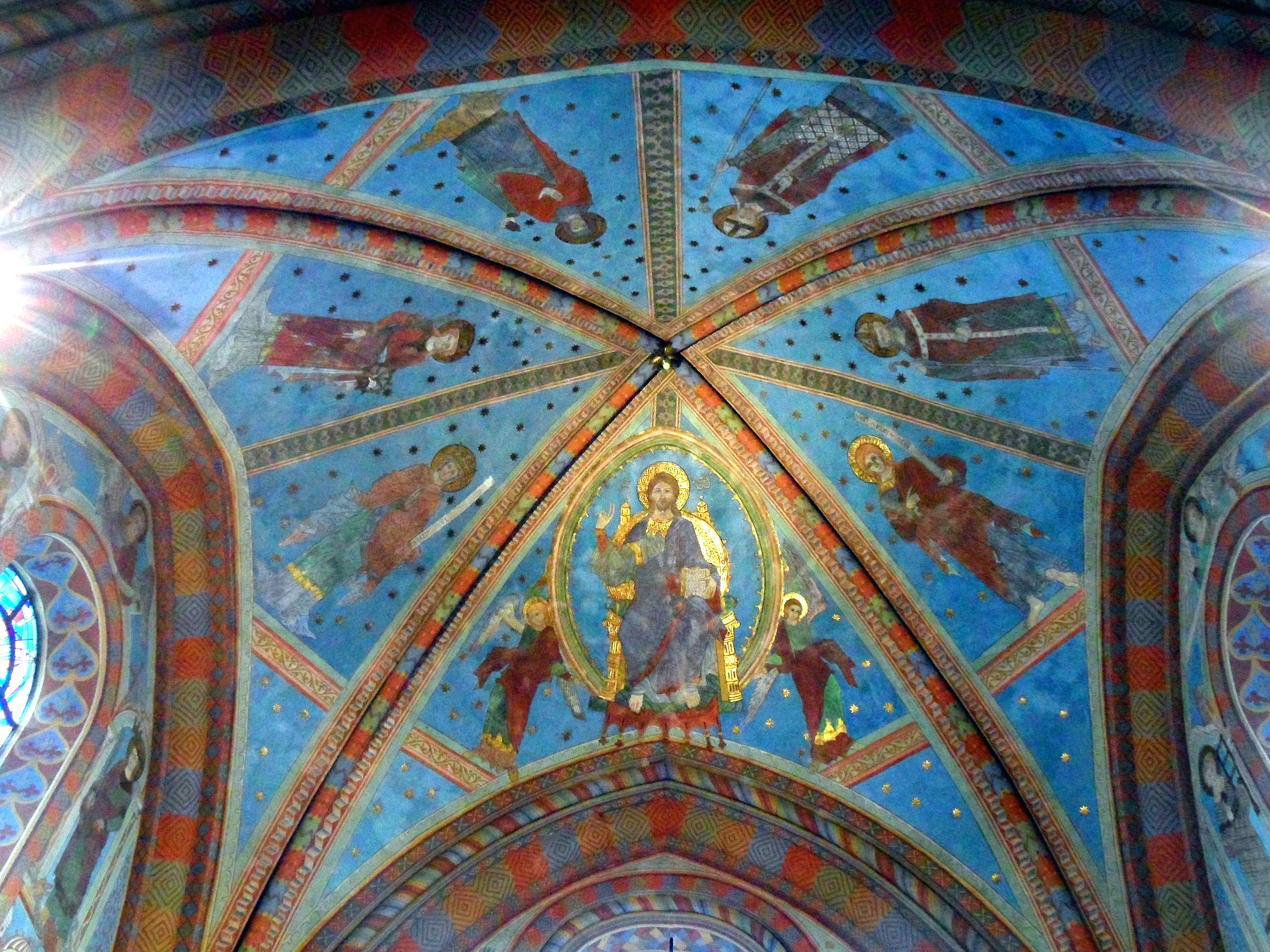
Ausmalung des Chorgewölbes

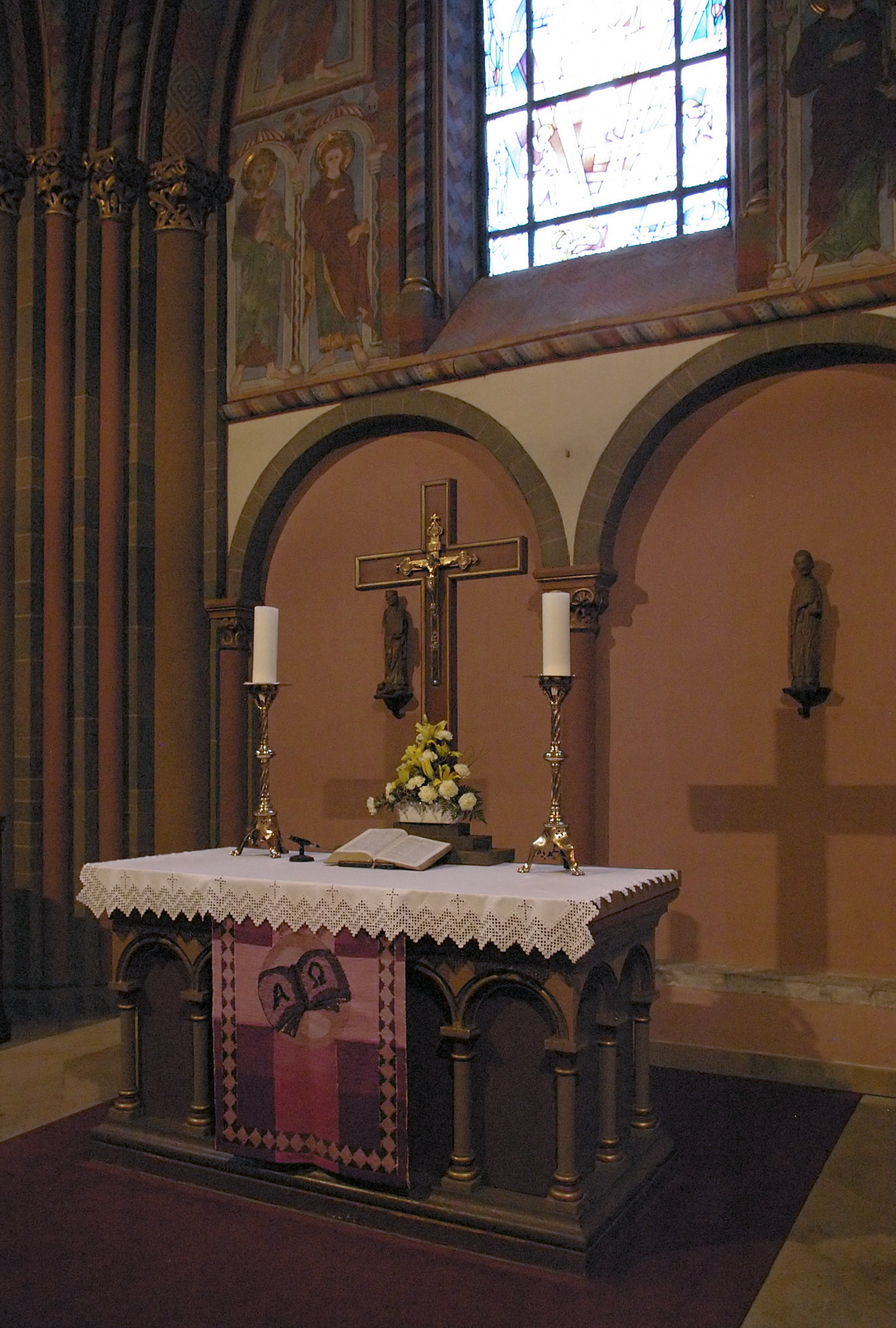
Blick auf den Altar

Betritt man heute die fast 800-jährige Margaretenkirche in Methler, so fällt der Blick auf ein Gemälde im Chorgewölbe, das den „thronenden Weltenrichter“ darstellt.
Die Mandorla, die Christus umgibt, wird von zwei Engeln gehalten. In den übrigen Gewölbekappen stehen je zwei weitere Figuren. Die Heiligen Johannes, Maria, Katharina mit dem Rad und Magdalena mit dem Salbgefäß sowie zwei Bischöfe erscheinen auf blauem, mit goldenen Sternen besetztem Grund. Die Farben Blau, Rot, Grün und Gold beherrschen die Kirchendecke.
Die lebensgroßen Figuren über dem Gurtgesims des Chorraumes beziehen die Fenster gleichsam in die Komposition mit ein. Die untere Reihe nehmen die zwölf Apostel ein, darüber sieht der Betrachter eine Verkündigungsszene und verschiedene Heilige, unter ihnen auch die Heilige Margarethe, die der Kirche ihren Namen gab, mit dem Drachen, ihrem Symbol (Margarethe, die aus Antiochia stammt und als Martyrerin unter dem römischen Kaiser Diokletian im vierten Jahrhundert litt und starb, zählt zu den 14 Nothelfern der römisch-katholischen Kirche).
Die Gesichter und Gewänder der Figuren sind mit kräftigen Strichen gezeichnet und erinnern an byzantinische Vorbilder. Dieser Stil wurde in der Mitte des 13. Jahrhunderts besonders in Norddeutschland gepflegt. Demnach sind die Bilder bereits kurz nach dem Bau der Kirche entstanden.
Dass sie heute noch zu sehen sind, ist dem in Dortmund geborenen Kunsthistoriker Wilhelm Lübke zu verdanken. Er fand 1851 unter der Übertünchung Reste von Wandmalereien, die später freigelegt und mehrfach restauriert wurden. Seit 1952 erstrahlen sie in ihrem heutigen Glanz.

## Steinernes
Die Kirche in Methler ist eine dreischiffige Hallenkirche mit quadratischem Chor und zwei Apsiden. Die Basen der Säulen, die das Gewölbe tragen, sind reich geschmückt. Besonders auffällig aber sind die Kapitelle.
Sie sind tief ausgehöhlt und zeigen fast filigran wirkende Fabelwesen: Drachen, Löwen und Greife, die vielfach ineinander verschlungen sind. Grinsende Masken scheinen sich über den Besucher lustig zu machen.

## Geschnitztes

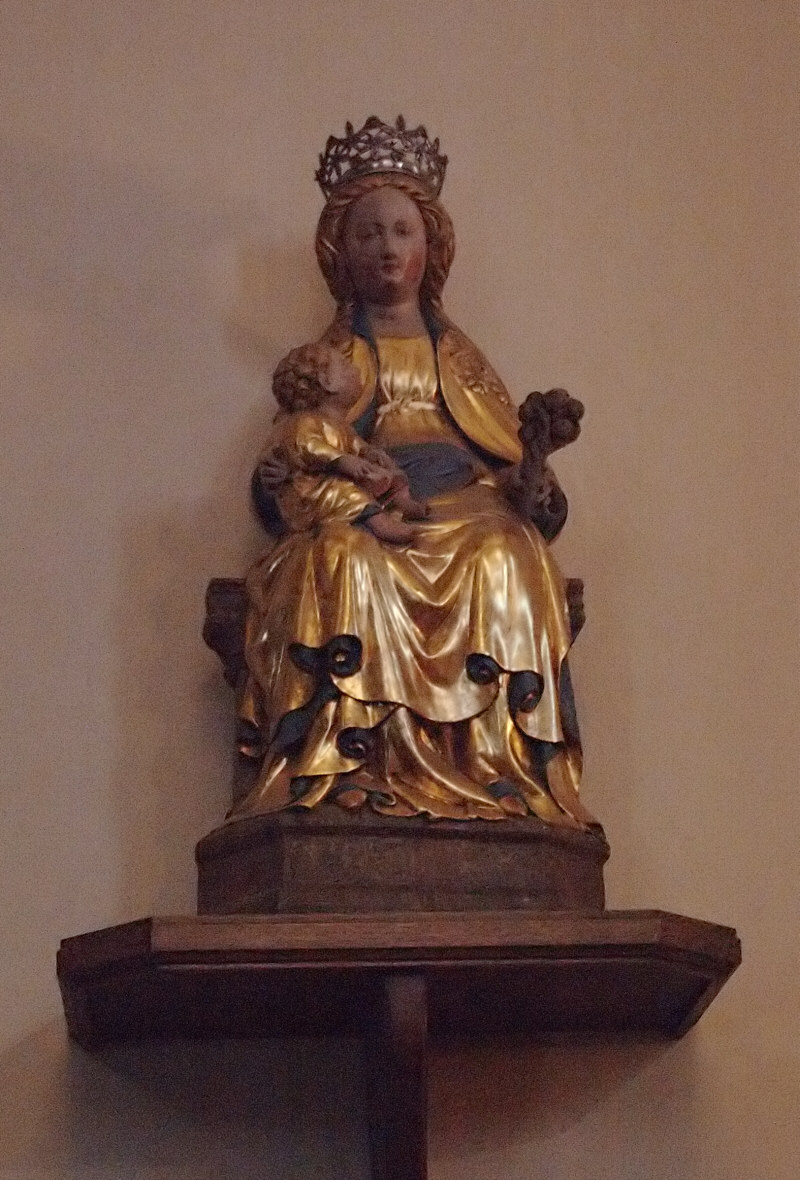
Madonna, um 1500

Außerdem beherbergt die Kirche bemerkenswerte Holzfiguren.
Die um 1250 entstandene Skulptur des Heiligen Johannes ist nur 68 cm groß. Der Körper ist gerade aufgerichtet, der Kopf leicht geneigt. Die Kleidung liegt eng an und lässt die Figur sehr schmal erscheinen. Die Arme halten ein Buch, das Symbol des Evangelisten Johannes. Auf der anderen Seite des Altars steht das Pendant: die Heilige Margareta.
Die Muttergottesstatue, die etwa um 1500 entstanden ist, gehört zu den sogenannten „Schönen Madonnen“, die sich durch besondere Anmut auszeichnen (Die silberne Krone wurde später hinzugefügt). Maria trägt ein bis zu den Fußspitzen reichendes Kleid und darüber einen von den Schultern herabfallenden Umhang. Der reiche Faltenwurf betont und verhüllt den Körper gleichermaßen. In ihrer linken Hand hält sie eine Blume, mit der rechten stützt sie das auf ihrem Knie sitzende, in einem Buch lesende Kind. Fragend und vertrauensvoll blickt es zur Mutter auf. Die Darstellung gilt als ungewöhnlich stilrein. Die hohe, runde Stirn, die kleinen Augen, sowie die zierliche Ausbildung von Nase und Mund entsprechen dem Schönheitsideal der Zeit. Ähnliche Darstellungen finden sich auch bei Konrad von Soest, z. B. in Fröndenberg. Welcher Künstler die Madonna in Methler gestaltet hat, ist nicht bekannt.